# Allocasuarina acuaria
Allocasuarina acuaria är en tvåhjärtbladig växtart som först beskrevs av Ferdinand von Mueller, och fick sitt nu gällande namn av Lawrence Alexander Sidney Johnson. Allocasuarina acuaria ingår i släktet Allocasuarina och familjen Casuarinaceae. Inga underarter finns listade i Catalogue of Life.